# Dalbergia greveana
Espèce
Synonymes
- Dalbergia ambongoensis Baill.[2]
- Dalbergia eurybothrya Drake[2]
- Dalbergia ikopensis Jum.[2]
- Dalbergia myriabotrys Baker[2]
- Dalbergia perrieri Jum.[2]

Statut de conservation UICN

 VU  : Vulnérable
Dalbergia greveana est une espèce de plantes à fleurs de la famille des Fabaceae.

## Publication originale
- Bulletin Mensuel de la Société Linnéenne de Paris 1(55): 436–437. 1884.